# Eremohadena
Eremohadena är ett släkte av fjärilar som beskrevs av László Aladár Ronkay, Zoltán Varga och György Fábián, 1995. Eremohadena ingår i familjen nattflyn, Noctuidae.

## Dottertaxa tillEremohadena, i alfabetisk ordning[2][1]
- Eremohadena adscripta Püngeler, 1914
- Eremohadena catalampra Ronkay, Varga & Gyulai, 2002 
  - Eremohadena catalampra cyanochlora Ronkay, Varga & Gyulai, 2002
- Eremohadena chenopodiphaga (Rambur,1832)
  - Eremohadena chenopodiphaga erubescens (Staudinger, 1901)
- Eremohadena coluteae Bienert,1869
  - Eremohadena coluteae banghaasi Bytinski-Salz, 1937
  - Eremohadena coluteae korshunovi Ronkay & Varga, 1993
  - Eremohadena coluteae rhodostola Boursin, 1962
- Eremohadena eibinevoi Fibiger, Kravchenko, Li, Mooser & Müller, 2006
- Eremohadena halimi (Millière, 1877)
- Eremohadena immunda (Eversmann, 1842), Skogsstäppfly
- Eremohadena immunis Staudinger, 1889
  - Eremohadena immunis lesghica Boursin, 1944
- Eremohadena mariana (de Lajonquière, 1964)
- Eremohadena megaptera Boursin, 1970
- Eremohadena ochronota Gyulai & Ronkay, 2001
- Eremohadena orias Ronkay & Varga, 1993
- Eremohadena oxybela Boursin, 1963
- Eremohadena pexa Staudinger, 1889
- Eremohadena pugnax Alphéraky, 1892
- Eremohadena raja Ronkay, Varga & Gyulai, 2002
- Eremohadena rjabovi Boursin, 1970
- Eremohadena roseonitens (Oberthür, 1887)
- Eremohadena roseotinctoides Poole, 1989
- Eremohadena siri Erschoff, 1874
- Eremohadena toerpexa Ronkay & Gyulai, 2006